# Туніка

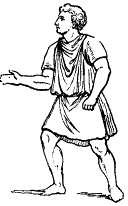
Туніка

Туні́ка (лат. tunica, МФА: [ˈtu.ni.ka, ˈtʊ.nɪ.ka]) — одяг давніх римлян, вид сорочки, з рукавами чи без рукавів.

## Опис

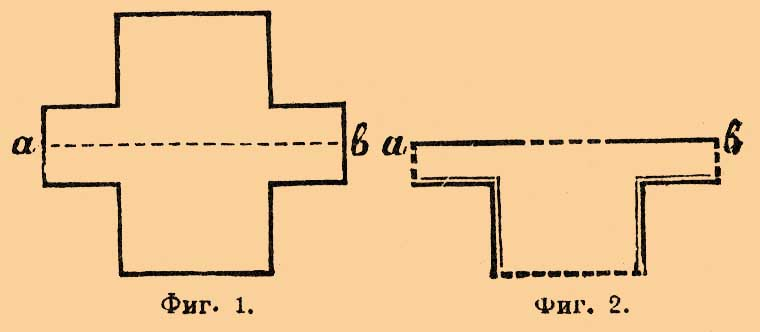
Викрійка туніки (ілюстрація зі статті в Словнику Брокгауза і Єфрона)

Спочатку туніки були вовняні, з 4 ст. н. е. їх виготовляли з льону. Це перекинуте на плечах полотно завдовжки до колін (чоловічі) або до кісточок (жіночі), з вирізом для голови. Боки зшивали, залишаючи отвори для рук (пізніше стали й пришивати рукави). Туніки прикрашали вишивкою або тканою каймою іншого кольору. Жінки на туніку з рукавами одягали безрукавну туніку-столу, чоловіки — тогу.

## Історія
Туніки були поширені ще у Давній Греції, звідки їх запозичили римляни. Та й після падіння Римської імперії у туніки вдягались і мешканці материкової Європи, й жителі Британських островів. Саме слово tunica має, як вважається, семітське походження: івр. כֻּתֹּנֶת‎, kuttoneth — «сорочка», арам. כּיתָּנָא, kittuna (звідси також і «хітон», «хітин»).
Грецька туніка (хітон) не мала рукавів, а її візерунки вказували на приналежність власника до певного міста-держави. Шили їх зі льону чи тонкої вовни.

### Стародавній Рим
Римляни спочатку перейняли такий самий варіант, згодом придумали додавати рукави. Вони ж вирішили, що туніку можна використовувати максимально практично. І почали одягати її під військову амуніцію або тогу — для тепла. Також підперезували туніку паском. Довжина могла бути різною: від довжелезних (до п'ят), до коротких (до середини стегон). На туніці могла бути одна чи кілька смуг (clavus).
Види
- Туніка талярис (tunica talaris) — туніка довжиною до п'ят;
- Туніка інтеріор, туніка інтима, субу́кула (tunica interior, tunica intima, subucula) — спідня сорочка, туніка, натягана на голе тіло;
- Туніка манулеата, туніка маніката (tunica manuleata, tunica manicata) — туніка з рукавами;
- Туніка претекста (tunica praetexta — «облямована туніка») — туніка з однією чи двома смугами:
  - Туніка ангустиклавія (tunica angusticlavia) — туніка з двома вузькими смугами, одяг стану вершників і трибунів з плебеїв;
  - Туніка латиклавія (tunica laticlavia) — туніка з однією широкою смугою, одяг сенаторів;
- Туніка ректа (tunica recta) — туніка, яку надягали дівчата-наречені в день весілля і юнаки в день повноліття
- Туніка пальмата (tunica palmata) — туніка, розшита золотими пальмовими гілками, яку надягав тріумфатор;
- Туніка парагауда (tunica paragauda) — туніка з парчовими смугами, отримала поширення в часи Імперії.

Поверх туніки заможні римляни надягали тогу. Бідняки ходили в одних туніках, через що прозивалися tunicati («сорочечники», «туніконосці»).

### Середньовіччя

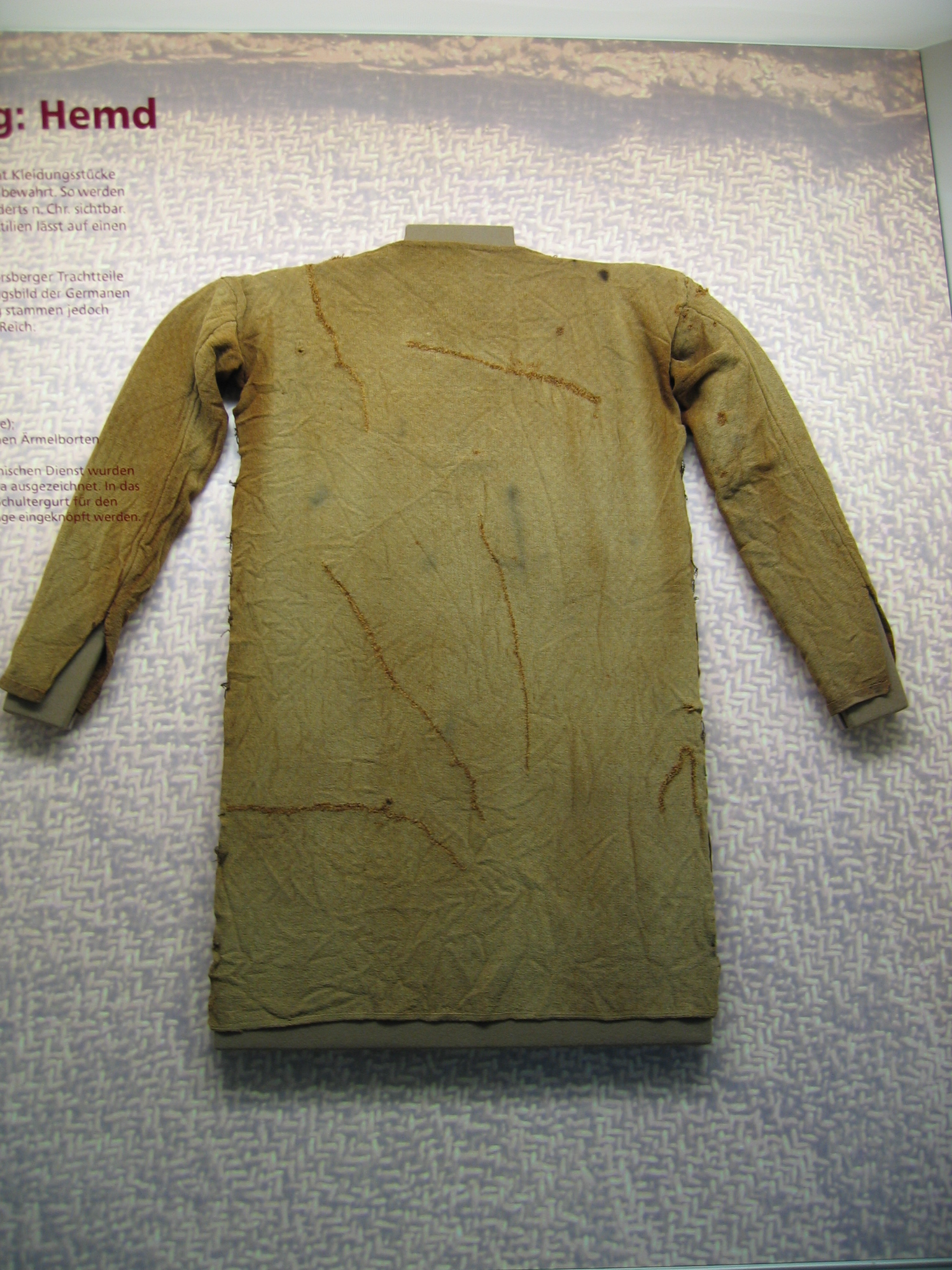
Германська туніка IV ст. н. е.

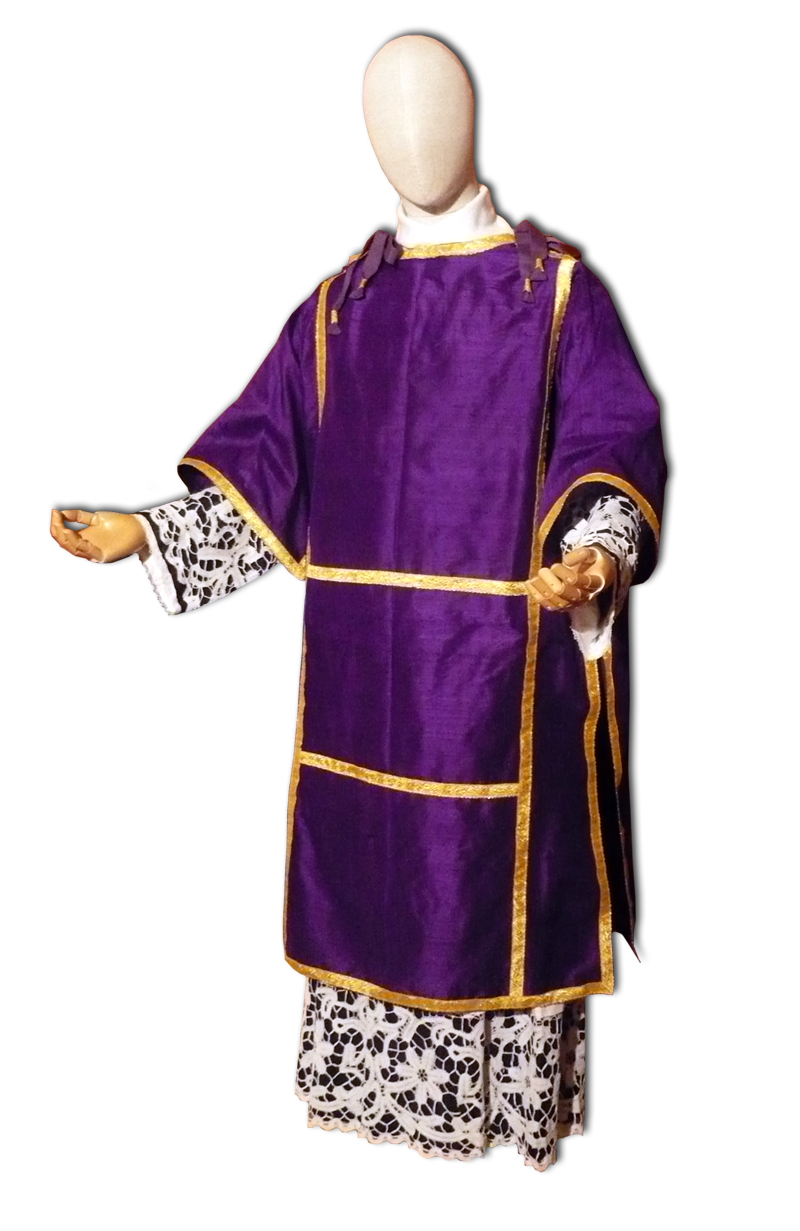
Папська туніка

Вікінги, з огляду на північний клімат, носили виключно вовняні довгі туніки із довгими рукавами.
Також здебільшого теплими, з рукавами були туніки і в середньовічних бриттів, галлів та германців. Довжина переважно сягала колін. Виробляли їх і з вовни, і з льону, і часом навіть з шовку. А носили як верхній одяг, на сорочку й панталони.

### Сучасність
На Заході популярність туніки поступово спадала, і вже у 19 столітті її сприймали в основному як релігійне вбрання. На Сході ж вона ж ніколи не втрачала своїх позицій.
Зараз туніками називають верхній одяг вільного крою. У 1960-ті вона з'явилась на подіумах, кіноекранах і в широкому вжитку по всьому світу, й більше не зникала.

## Літургійна туніка
Літургійна туніка — деталь літургійного облачення католицького клірика. Схожа з далматикою, але з більш вузькими рукавами. При відправленні понтифікальної меси єпископ носить туніку під далматику.

## Прислів'я
- Туніка ближча за паллій (tunica propior pallio est) — «своя сорочка ближча до тіла»